# サレオス

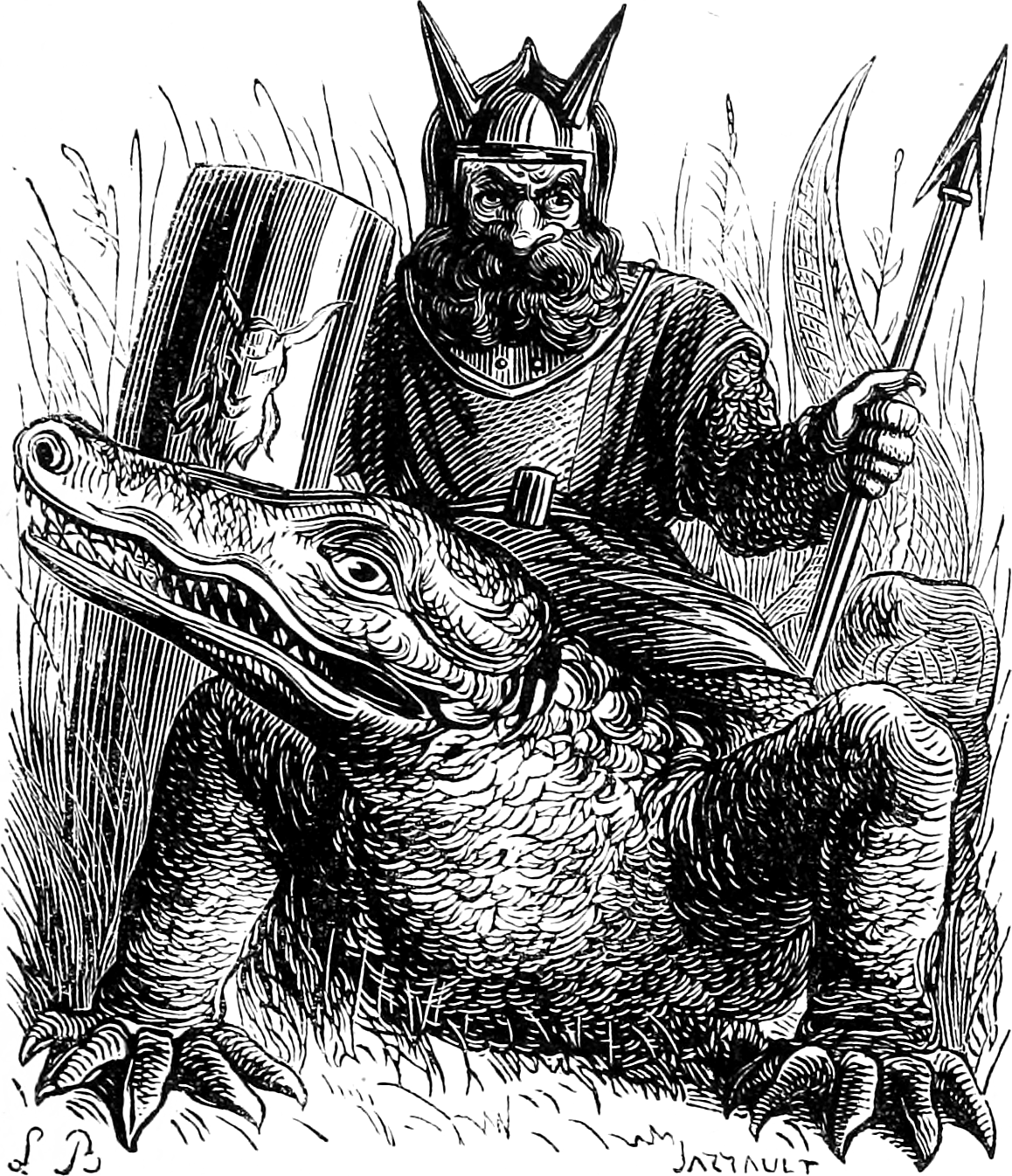
『地獄の辞典』のザエボス(Zaebos)の挿絵

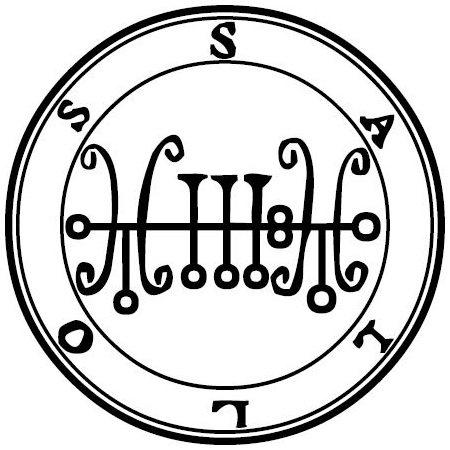
『ゴエティア』に記されたサロス(Sallos)のシジル

サレオス（Saleos）は悪魔学における悪魔の一人。サロス（Sallos）、ザレオス（Zaleos）またはザエボス（Zaebos）とも呼ばれる。

## 概要
『ゴエティア』によると、地獄の30の軍団を率いる序列19番の偉大にして強力な公爵。一方、『悪魔の偽王国』によれば、大伯爵とされる。
公爵の宝冠をかぶり、ワニに乗った雄々しい兵士の姿で現れるが、その立ち振る舞いは穏和である。男女間に愛情を芽生えさせることができる。